# (4031) Mueller
(4031) Mueller ist ein Asteroid des Hauptgürtels, der am 12. Februar 1985 von der US-amerikanischen Astronomin Carolyn Shoemaker am Palomar-Observatorium (Sternwarten-Code 675) in Kalifornien entdeckt wurde.
Der Asteroid ist nach der US-amerikanischen Astronomin Jean Mueller (* 1950) benannt.